# Pantalla 3D

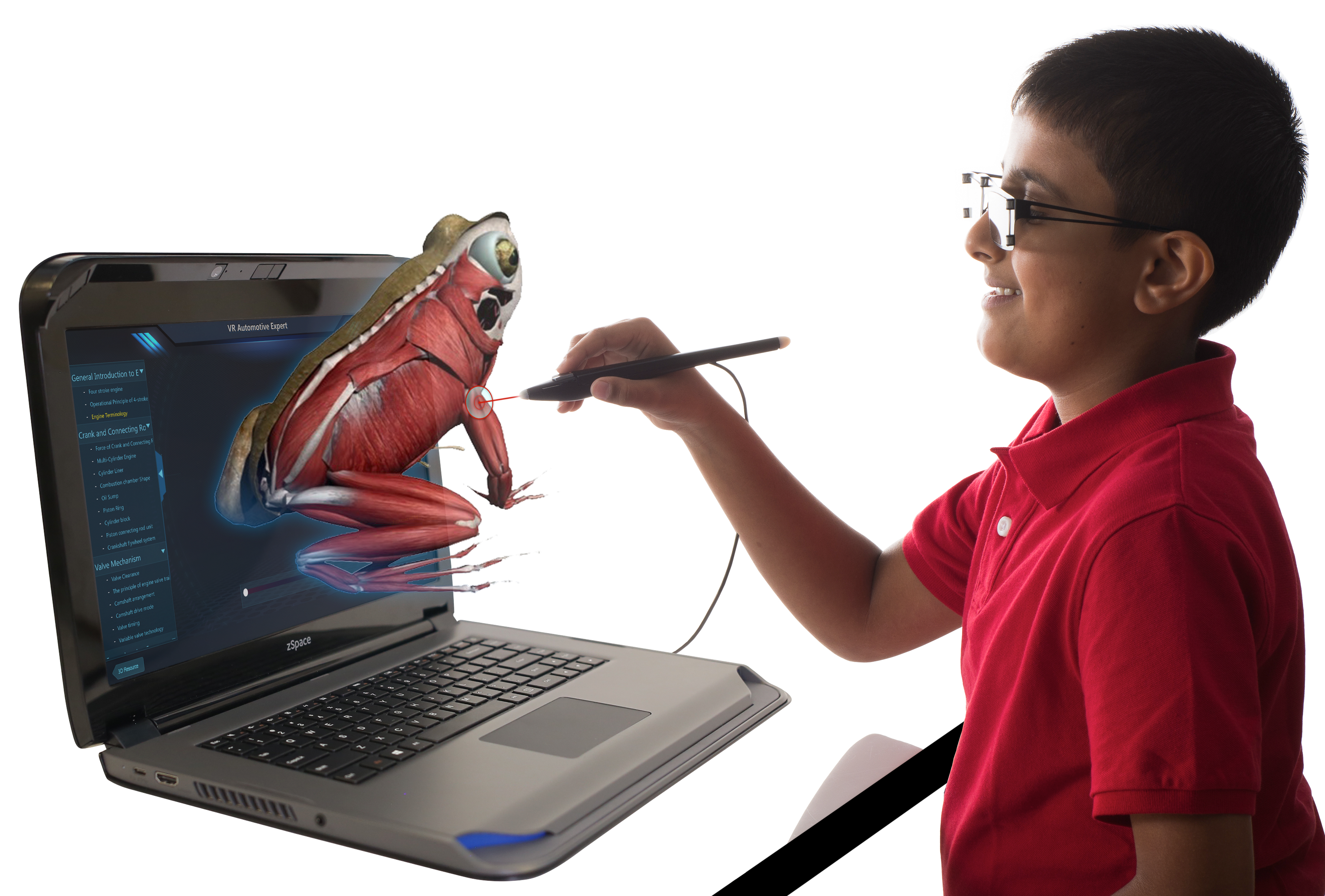
Un nen estudiant amb la pantalla zSpace, un tipus de pantalla 3D.

El principal objectiu d'una pantalla 3D és reproduir escenes del món real i, per tant, tridimensionals i poder mostrar-les com a imatges 3D. Hi ha dos sistemes destacats per visualitzar continguts 3D, estereoscòpics i autoestereoscòpics. Els primers necessiten unes ulleres especials, mentre que els altres permeten gaudir de la sensació 3D sense cap mena de complements.

## Principis físics de la visió 3D
El sistema visual humà és un sistema binocular; és a dir, disposem de dos sensors (ulls) els quals, degut a la seva separació horitzontal, reben dues imatges d'una mateixa escena amb punts de vista diferents. Mitjançant aquestes dues vistes el cervell crea una sensació espacial. A aquest tipus de visió se l'anomena visió estereoscòpica, en la qual intervenen diversos fenòmens.
Quan observem objectes molt llunyans, els eixos òptics dels ulls són paral·lels. Quan observem un objecte proper, els ulls giren per tal que els eixos òptics estiguin alineats sobre aquest, és a dir, convergeixen. Alhora, es produeix l'acomodament o enfocament per a veure nítidament l'objecte. Al conjunt d'aquest procés se l'anomena fusió. Un factor que intervé directament en aquesta capacitat és la separació interocular. A major separació entre els ulls, més gran és la distància a la que apreciem l'efecte de relleu.

## Evolució
Els pioners en l'estudi de l'estereoscòpia varen ser Euclides i Leonardo da Vinci, que ja a la seva època observaren i estudiaren el fenomen de la visió binocular. Però per trobar el primer dispositiu cal remuntar-se a l'any 1838, quan el físic escocès Sir Charles Wheatstone va construir un aparell amb el qual es podia apreciar el fenomen de la visió estereoscòpica.
Ja als anys 50 s'intentà l'explotació comercial de pel·lícules 3D, però donada la mala qualitat dels continguts no va tenir gaire impacte. Fou als anys 80 quan es van aconseguir resultats més espectaculars, amb sistemes de gran format de pel·lícula, com el de l'IMAX, que aconsegueixen imatges d'alta resolució en grans pantalles. Així doncs, la imatge tridimensional en moviment no és novetat d'ara, i ja als cines antics es projectaven alguns films tridimensionals que funcionaven emetent dues pel·lícules diferents, cadascuna amb un tint de diferent color. Al posar-nos unes ulleres d'aquests colors (una a cada ull), cada ull veia una part de la pel·lícula, deixant "invisible" l'altra, per la qual cosa s'obtenia una visió estereoscòpica, donant sensació de profunditat. Amb l'avenç de la tecnologia, la tècnica es va anar perfeccionant, creant sistemes que feien més o menys el mateix, però millor. Així, existeixen ulleres amb polarització vertical en un ull i horitzontal en l'altre que obtenen un efecte més real que amb la polarització per colors. Tanmateix, aquests sistemes no són còmodes ni pràctics, de manera que amb l'aparició de noves tècniques s'ha aconseguit obtenir pantalles que transmeten la sensació de profunditat sense necessitat de cap complement visual.

## Descripció
Una pantalla 3D és capaç de transmetre diferent informació a cada ull, aconseguint així l'efecte estereoscòpic que, alhora, aconseguix l'efecte de profunditat de la imatge. Aquest efecte es pot aconseguir de dues maneres, mitjançant l'ús d'ulleres (sistemes estereoscòpics) i sense cap mena d'accessori (sistemes autoestereoscòpics).

### Sistemes estereoscòpics
Aquests tipus de sistemes l'ús d'ulleres per a una correcta visualització. El seu funcionament es basa en el fet que s'emeten dues imatges diferents (captades amb una càmera esteroscòpica), i cada ull en capta una mitjançant les ulleres, per així tenir una sensació de profunditat.
A continuació, els diferents tipus d'ulleres:
Anàglifs: els anàglifs són les ulleres amb un vidre de cada color que tothom associa al cinema en 3D. És el mètode més conegut, i també el primer a ser utilitzar no només de forma anecdòtica.
Ulleres Polaritzades: són ulleres amb un vidre polaritzat horitzontalment i un altre verticalment, mentre que a la pantalla es projecten les dues imatges, una polaritzada de cada manera.
Shutter Glasses: cosa que permet que es pugui utilitzar a casa és el fet que en lloc de projectar-se imatges amb llum polaritzada, és que s'exposen alternativament les dues imatges. Per tal de poder enviar-ne una de diferent a cada ull l'espectador porta unes ulleres amb un obturador de cristall líquid (LCS), de forma sincronitzada amb la pantalla, les ulleres fan que les lents siguin transparents o opaques, en funció de la imatge que s'està projectant.

### Sistemes autoestereoscòpics
La idea és molt semblant a la de les pantalles que requereixen ulleres per veure en tres dimensions. Es tracta d'aconseguir que la pantalla emeti una imatge per l'ull esquerre i una altra pel dret, i això es realitza mitjançant una barrera de paral·latge que interromp el feix de llum selectivament per tal que cada imatge vagi a l'ull que li correspon.
El problema es presenta quan els ulls de l'usuari canvien de posició, és a dir, quan es canvia l'angle de visió. Per evitar aquest efecte algunes companyies que estan investigant sobre aquesta tecnologia opten per fer que només una posició sigui la correcta per poder apreciar l'efecte tridimensional, mentre que d'altres incorporen un detector de posició dels ulls de l'observador per tal que l'efecte sigui vàlid encara que es miri amb un angle respecte a la perpendicular de la pantalla.
Els displays 3D que s'utilitzen per realitzar la representació dels continguts 3D poden ser dividits segons la tècnica emprada per dirigir les vistes esquerra i dreta a l'ull apropiat: uns necessiten dispositius òptics a prop dels ulls, i pel contrari, d'altres tenen aquest procés integrat en el mateix display. Aquests darrers, de visió lliure (free-viewing o FTV), són els anomenats autoestereoscòpics. El fet que l'usuari no necessiti incorporar cap element fa que aquests despertin un gran interès.

## Problemàtica
Una pantalla 3D és un sistema multivisió. Els sistemes multivisió són reconeguts generalment per proporcionar una reproducció superior de la imatge 3D perquè la imatge visible canvia amb el punt de vista de l'observador amb relació a la pantalla.
Per tal d'exagerar la sensació de profunditat en imatges estereoscòpiques 3D, és possible augmentar el nombre de vistes, de manera que la imatge pugui ser observada des de diverses posicions. Tanmateix, el problema rau en el fet que un augment del nombre de vistes provoca una pèrdua de resolució, atès que el nombre de píxels que es poden col·locar en una pantalla de cristall líquid és limitat.
Les pantalles convencionals multivisió utilitzen en general tres lents lenticulars dissenyades per a cobrir una amplada de visió de 62 a 65 mm, una distància equivalent a la separació mitjana entre ulls d'una persona. Tanmateix, aquestes pantalles 3D encara presenten alguns problemes relacionats amb els següents aspectes:
- Zona de visió: Les imatges a les pantalles 3D comunes dissenyades amb una amplada de visió de 62 a 65 mm poden aparèixer incorrectes i resultar incòmodes a menys que es vegin de front i des d'una determinada distància, ja que els ulls poden detectar una imatge 2D en algunes parts de la pantalla. És per aquest motiu que actualment es treballa a optimitzar l'amplada de visió de manera que es redueixi l'aparició d'imatges 2D i permeti que les imatges 3D puguin visualitzar-se amb un camp de visió més ampli.
- Pèrdua de resolució: Per a resoldre el problema de la pèrdua de resolució en les pantalles multivisió es pot utilitzar una tecnologia de processament d'imatges anomenada step 3D pixel array (millora de la formació de píxels 3D), actualment ja provada per algunes companyies. Aquesta tècnica té en compte la sensibilitat de l'ull humà a la pèrdua de resolució en la direcció horitzontal. Al minimitzar la degradació de la resolució horitzontal del píxel, es millora la qualitat de la imatge per a oferir als espectadors imatges 3D de major definició i més vives.

S'ha vist doncs que l'efecte tridimensional presenta encara poca estabilitat (depèn de la posició de l'espectador) i la resolució de la imatge és escassa. La captació directa de la imatge real amb aquest sistema requeriria un dispositiu multicàmera, i aquest és un tema d'investigació actual.

## Algunes tecnologies
Existeixen diversos tipus de tecnologies, algunes d'elles ja disponibles comercialment:
- Displays autoestereoscópics o de parel·latje: són pantalles d'ordinador semblants a les tradicionals, en les quals no és necessari l'ús d'ulleres polarizants o filtres de colors. Alguns d'aquests sistemes disposen d'obturadors selectius que mostren només les columnes de píxels que corresponen a la imatge d'un dels ulls, obturant les que corresponen a l'altre, segons la posició del cap de l'usuari. Per aquests motius solen estar associats a sistemes de seguiment del cap per infrarrojos.
- Displays volumètrics: són sistemes que presenten la informació en un volum determinat. Tanmateix que una pantalla de Tv és capaç d'il·luminar selectivament tots i casdascún dels píxels de la seva superfície, un display volumètric és capaç d'il·luminar tots els píxels en 3D que componen el seu volum. Hi ha tres tipus principals: 
  - Mirall varifocal: Una membrana enmirallada oscil·la convertint-se en un mirall de distància focal variable que reflecteix la imatge d'una pantalla. Sincronitzant la imatge que es mostra en la pantalla amb la potència óptica del mirall es pot repassar qualsevol punt d'un volum determinat. El mirall varifocal és un sistema que encara és bastant experimental.
  - Volum emisiu: Un determinat volum ocupat per un medi capaç d'emetre llum en qualsevol part del seu interior com a resultat d'una excitació externa, per exemple mitjançant un làser de diferents longitud d'ona. Molt experimental, la seva gran dificultat és trobar el material apropiat.
  - Pantalla rotativa: Una pantalla plana gira a una velocidat al voltant de 600 rpm. Per cada un d'un conjunt predeterminat de posicions angulars de la pantalla, un sistema de miralls projecta sobre ella la imatge de l'objecte tal com correspon a la perspectica associada a tal angle. El resultat final és la imatge 3D d'un objecte que podem veure des de 360 graus.

## Métodes de distribució espacial per donar sensació de 3D
La majoria dels monitors free-viewing produeixen un nombre limitat de vistes (com a mínim dos). En aquest cas, l'única forma de donar una sensació 3D consisteix a fer una distribució espacial de les diferents vistes. Alguns dels métodes més destacats són:
- Electrehologràfics: Aquests displays, actualment en fase d'investigació, poden gravar i reproduir les propietats de les ones de llum (amplitud, longitud d'ona i fase). Aquest procés, en cas de realitzar-se de forma perfecta, sería l'ideal per a sistemes de visió lliure en 3D.
- Volumètrics: Aquests displays creen la sensació d'immersió projectant la informació 3D dins d'un volum. Aquests sistemes solen presentar problemes de resolució i necessiten molta més amplada de banda. Aquest tipus de displays es troben actualment en fase d'investigació.
- Multiplexattge per adreçament: S'apliquen efectes óptics com la difracció, la refracció, la reflexió i l'oclusió per redirigir la llum emesa pels píxels de diferents vistes a l'ull apropiat. N'existeixen diversos tipus, però els més destacats (perquè són més desenvolupats tecnològicament) són els basats en la refracció i en l'oclusió.
  - Oclusió: Degut a l'efecte parallax, parts de la imatge s'oculten per un ull i són visibles per l'altre. Les pantalles amb barrera de parallax darrere el display ja es poden trobar en el mercat en monitors tant de PC com de portàtils. La barrera de parallax s'encarrega de redirigir els feixos de llum (no la imatge en si), a l'ull adequat. El problema que tenen aquest tipus de displays és que la posició de visualització és molt estricte, només és possible que l'utilitzi una persona.
  - Refracció:Com en el cas anterior, existeixen diversos tipus de display. En aquest tipus de displays la imatge es compon de múltiples captures de petites imatges en 2D amb un ampli nombre de grups de petites lents convexes. Cada grup de lents captura l'escena des d'un punt de vista diferent. D'aquesta forma, l'usuari rep diferents imatges per diferents punts de vista. El problema rau en el fet que els grups de lents han de ser molt petits, perquè cada píxel ha de contenir un grup de lents. Per aquest motiu, el display també ha de tenir una resolució molt alta. Com una solució alternativa existeixen les pantalles lenticulars que utilitzen lents cilíndriques. Degut a l'orientació vertical de les lents, el feixos de llum de cada imatge són emesos en direccions específiques en el pla horitzontal.

## Actualitat
En els darrers temps les indústries com la cinematogràfica i la de videojocs, han incrementat la demanda de sistemes 3D que proporcionen un nivell d'emoció superior al que ofereixen les imatges bidimensionals. Les pantalles convencionals de 3D encara no estan a l'altura d'aquesta demanda, degut a les limitacions esmentades en el camp de visió i a la baixa resolució que ofereixen.
Actualment ja estan sent introduïts els primers models de pantalles 3D en el mercat. Diversos fabricants (Philips, LG, Sharp Corporation…) estan fent grans avenços en el desenvolupament de monitors 3D que produeixen una visió estèreo de manera natural per a l'usuari i compatibles amb 2D. I és que les pantalles autoestereoscòpiques 3D representen un gran repte per al futur de la visualització d'imatges tridimensionals.